# Grande Prêmio da Austrália de 2022
O Grande Prêmio da Austrália de 2022 (formalmente denominado 2022 Formula 1 Rolex Australian Grand Prix) foi a terceira etapa da temporada de 2022 da Fórmula 1. Foi disputado em 10 de abril de 2022 no Circuito de Albert Park, em Melbourne, Austrália.

## Resultados

### Treino classificatório
| 1                        | 16 | Charles Leclerc  | Ferrari               | 1:18.881 | 1:18.606 | 1:17.868 | 1  |
| 2                        | 1  | Max Verstappen   | Red Bull Racing-RBPT  | 1:18.580 | 1:18.611 | 1:18.154 | 2  |
| 3                        | 11 | Sergio Pérez     | Red Bull Racing-RBPT  | 1:18.834 | 1:18.340 | 1:18.240 | 3  |
| 4                        | 4  | Lando Norris     | McLaren-Mercedes      | 1:19.280 | 1:19.066 | 1:18.703 | 4  |
| 5                        | 44 | Lewis Hamilton   | Mercedes              | 1:19.401 | 1:19.106 | 1:18.825 | 5  |
| 6                        | 63 | George Russell   | Mercedes              | 1:19.405 | 1:19.076 | 1:18.933 | 6  |
| 7                        | 3  | Daniel Ricciardo | McLaren-Mercedes      | 1:19.665 | 1:19.130 | 1:19.032 | 7  |
| 8                        | 31 | Esteban Ocon     | Alpine-Renault        | 1:19.605 | 1:19.136 | 1:19.061 | 8  |
| 9                        | 55 | Carlos Sainz Jr. | Ferrari               | 1:18.983 | 1:18.469 | 1:19.408 | 9  |
| 10                       | 14 | Fernando Alonso  | Alpine-Renault        | 1:19.192 | 1:18.815 | S/Tempo  | 10 |
| 11                       | 10 | Pierre Gasly     | AlphaTauri-RBPT       | 1:19.580 | 1:19.226 | —        | 11 |
| 12                       | 77 | Valtteri Bottas  | Alfa Romeo-Ferrari    | 1:19.251 | 1:19.410 | —        | 12 |
| 13                       | 22 | Yuki Tsunoda     | AlphaTauri-RBPT       | 1:19.742 | 1:19.424 | —        | 13 |
| 14                       | 24 | Guanyu Zhou      | Alfa Romeo-Ferrari    | 1:19.910 | 1:20.155 | —        | 14 |
| 15                       | 47 | Mick Schumacher  | Haas-Ferrari          | 1:20.104 | 1:20.465 | —        | 15 |
| 16                       | 20 | Kevin Magnussen  | Haas-Ferrari          | 1:20.254 | —        | —        | 16 |
| 17                       | 5  | Sebastian Vettel | Aston Martin-Mercedes | 1:21.149 | —        | —        | 17 |
| 18                       | 6  | Nicholas Latifi  | Williams-Mercedes     | 1:21.372 | —        | —        | 18 |
| DSQ                      | 23 | Alexander Albon  | Williams-Mercedes     | 1:20.135 | —        | —        | 20 |
| Tempo dos 107%: 1:24.080 |    |                  |                       |          |          |          |    |
| NQ                       | 18 | Lance Stroll     | Aston Martin-Mercedes | S/Tempo  | —        | —        | 19 |
| Fonte:                   |    |                  |                       |          |          |          |    |

Notas

### Corrida
| Pos.                                                                  | Nu. | Piloto           | Construtor            | Voltas | Tempo/Retirado | Pit Stop | Pneus | Grid | Pontos |
| --------------------------------------------------------------------- | --- | ---------------- | --------------------- | ------ | -------------- | -------- | ----- | ---- | ------ |
| 1                                                                     | 16  | Charles Leclerc  | Ferrari               | 58     | 1:27:46.548    | 1        |       | 1    | 25+1   |
| 2                                                                     | 11  | Sergio Pérez     | Red Bull Racing-RBPT  | 58     | +20.524        | 1        |       | 3    | 18     |
| 3                                                                     | 63  | George Russell   | Mercedes              | 58     | +25.593        | 1        |       | 6    | 15     |
| 4                                                                     | 44  | Lewis Hamilton   | Mercedes              | 58     | +28.543        | 1        |       | 5    | 12     |
| 5                                                                     | 4   | Lando Norris     | McLaren-Mercedes      | 58     | +53.303        | 1        |       | 4    | 10     |
| 6                                                                     | 3   | Daniel Ricciardo | McLaren-Mercedes      | 58     | +53.737        | 1        |       | 7    | 8      |
| 7                                                                     | 31  | Esteban Ocon     | Alpine-Renault        | 58     | +1:01.683      | 1        |       | 8    | 6      |
| 8                                                                     | 77  | Valtteri Bottas  | Alfa Romeo-Ferrari    | 58     | +1:08:439      | 1        |       | 12   | 4      |
| 9                                                                     | 10  | Pierre Gasly     | AlphaTauri-RBPT       | 58     | +1:16.221      | 1        |       | 11   | 2      |
| 10                                                                    | 23  | Alexander Albon  | Williams-Mercedes     | 58     | +1.19:382      | 1        |       | 20   | 1      |
| 11                                                                    | 24  | Guanyu Zhou      | Alfa Romeo-Ferrari    | 58     | +1:21.695      | 1        |       | 14   |        |
| 12                                                                    | 18  | Lance Stroll     | Aston Martin-Mercedes | 58     | +1:28.598      | 3        |       | 19   |        |
| 13                                                                    | 47  | Mick Schumacher  | Haas-Ferrari          | 57     | +1 volta       | 1        |       | 15   |        |
| 14                                                                    | 20  | Kevin Magnussen  | Haas-Ferrari          | 57     | +1 volta       | 1        |       | 16   |        |
| 15                                                                    | 22  | Yuki Tsunoda     | AlphaTauri-RBPT       | 57     | +1 volta       | 1        |       | 13   |        |
| 16                                                                    | 6   | Nicholas Latifi  | Williams-Mercedes     | 57     | +1 volta       | 2        |       | 18   |        |
| 17                                                                    | 14  | Fernando Alonso  | Alpine-Renault        | 57     | +1 volta       | 2        |       | 10   |        |
| Ret                                                                   | 1   | Max Verstappen   | Red Bull Racing-RBPT  | 38     | Motor          | 1        |       | 2    |        |
| Ret                                                                   | 5   | Sebastian Vettel | Aston Martin-Mercedes | 22     | Acidente       | 0        |       | 17   |        |
| Ret                                                                   | 55  | Carlos Sainz Jr. | Ferrari               | 1      | Spun Off       | 0        |       | 9    |        |
| Volta mais rápida: Charles Leclerc (Ferrari) – 1:20.260 (na volta 58) |     |                  |                       |        |                |          |       |      |        |
| Fonte:                                                                |     |                  |                       |        |                |          |       |      |        |

## Voltas na liderança
| Nº de Voltas | Piloto          | Voltas |
| ------------ | --------------- | ------ |
| 58           | Charles Leclerc | 1–58   |

## 2022DHLFastest Pit Stop Award

### Resultado
| 1      | 11 | Sergio Perez     | Red Bull Racing-RBPT  | 2.27 | 25 |
| 2      | 4  | Lando Norris     | McLaren-Mercedes      | 2.42 | 18 |
| 3      | 3  | Daniel Ricciardo | McLaren-Mercedes      | 2.42 | 15 |
| 4      | 6  | Nicholas Latifi  | Williams-Mercedes     | 2.53 | 12 |
| 5      | 16 | Charles Leclerc  | Ferrari               | 2.71 | 10 |
| 6      | 44 | Lewis Hamilton   | Mercedes              | 2.79 | 8  |
| 7      | 1  | Max Verstappen   | Red Bull Racing-RBPT  | 2.90 | 6  |
| 8      | 18 | Lance Stroll     | Aston Martin-Mercedes | 3.02 | 4  |
| 9      | 22 | Yuki Tsunoda     | AlphaTauri-RBPT       | 3.08 | 2  |
| 10     | 24 | Guanyu Zhou      | Alfa Romeo-Ferrari    | 3.15 | 1  |
| Fonte: |    |                  |                       |      |    |

### Classificação
| Tabela do DHL Fastest Pit Stop Award \| Pos \| Construtor \| Pontos \| \| --- \| --------------------- \| ------ \| \| 1 \| McLaren-Mercedes \| 111 \| \| 2 \| Red Bull Racing-RBPT \| 61 \| \| 3 \| Ferrari \| 48 \| \| 4 \| Williams-Mercedes \| 34 \| \| 5 \| Alpine-Renault \| 26 \| \| 6 \| Mercedes \| 12 \| \| 7 \| AlphaTauri-RBPT \| 4 \| \| 8 \| Aston Martin-Mercedes \| 4 \| \| 9 \| Alfa Romeo-Ferrari \| 1 \| \| 10 \| Haas-Ferrari \| 0 \| |                       |        |
| Pos | Construtor            | Pontos |
| 1 | McLaren-Mercedes      | 111    |
| 2 | Red Bull Racing-RBPT  | 61     |
| 3 | Ferrari               | 48     |
| 4 | Williams-Mercedes     | 34     |
| 5 | Alpine-Renault        | 26     |
| 6 | Mercedes              | 12     |
| 7 | AlphaTauri-RBPT       | 4      |
| 8 | Aston Martin-Mercedes | 4      |
| 9 | Alfa Romeo-Ferrari    | 1      |
| 10 | Haas-Ferrari          | 0      |

## Tabela do campeonato após a corrida
Somente as cinco primeiras posições estão incluídas nas tabelas.
| Pos | Piloto           | Pontos | Var |
| --- | ---------------- | ------ | --- |
| 1   | Charles Leclerc  | 71     | 0   |
| 2   | George Russell   | 37     | 2   |
| 3   | Carlos Sainz Jr. | 33     | 1   |
| 4   | Sergio Pérez     | 30     | 3   |
| 5   | Lewis Hamilton   | 28     | 0   |

| Pos | Construtor           | Pontos | Var |
| --- | -------------------- | ------ | --- |
| 1   | Ferrari              | 104    | 0   |
| 2   | Mercedes             | 65     | 0   |
| 3   | Red Bull Racing-RBPT | 55     | 0   |
| 4   | McLaren-Mercedes     | 24     | 4   |
| 5   | Alpine-Renault       | 22     | 1   |